# 伦理学
伦理学（Ethics）又称道德哲学，是哲學的一門学科，主要探討道德價值；在此，「道德」被定義為一群人或一種文化所認可的所有行為準則:70-71。伦理学试图从理论层面建构一种指导行为的法则体系，并且对其进行严格的评判。
伦理学涉及捍衛並鼓勵對的行為，並勸阻錯的行為。倫理學領域與美學又一起涉及了價值問題，因此也構成了另一個稱為價值論的哲學分支。
倫理學旨在定義諸如：善與惡、對與錯、美德與惡習、正義與犯罪等概念來解決道德問題，也探討甚麼是聰明或愚蠢:70-71。作為一個知識探究領域，道德哲學也與道德心理學（Moral psychology）、描述倫理學和價值觀有關。

## 辭源與定義

### 辭源
倫理一詞出自《禮記·樂記》：“凡音者，生於人心者也；樂者，通倫理者也。”、《淮南子·要略》：“經古今之道，治倫理之序。”英語單詞「ethics」則是源自古希臘語「ēthikós（ἠθικός）」，意思是「與一個人的性格有關」，這個字的根詞為「êthos（ἦθος）」，意思是「性格，道德本性」。接著這個詞被借入拉丁語為「ethica」，然後傳入法語為「éthique」，最後借用至英語。 

### 定義
劍橋哲學辭典定義倫理學為對於道德的哲學研究。同時指出，倫理和道德的英語用詞「ethics」和「morality」在英語裏普遍通用；但有時候倫理學亦會被狹義地釋義為某種傳統、群體或個人所持有的道德原則。:284-285廣義地說，社會裏的所有規範、習俗、制度、格言、禮儀、行為標準、律法，都囊括在倫理的範疇內。
大英百科全書將倫理學定義為一種研究道德中甚麼是好與壞、甚麼是對與錯的學術領域。嚴格而言，倫理學與道德哲學等價，是一種研究領域，其研究對象是道德。:627-648韋氏詞典定義倫理學為探討甚麼是好行為、甚麼是壞行為的一門學問，是以哲學思考在道德方面甚麼是正確、甚麼是錯誤。
從人際關係的角度來定義，倫理學是處理人與人、人與家庭、人與社會、人與國家的相互關係時，應該遵守的道德準則，是個人在群體社會中生活必須遵守的道德準則。假若缺少倫理學的督導，則很容易會帶來衝突與動亂。

## 研究領域
倫理學系統性地思考和研究關於道德觀念方面的問題，像善與惡、對與錯、美德與惡行、正義與罪行一類的概念。
倫理學主要分為後設倫理學、規範倫理學與描述倫理學三個領域，同時加上因應實際議題上的應用倫理學，共四種研究領域:70-71:21：
- 後設倫理學：研究倫理概念的理論意義與本質。
- 規範倫理學：評判各種不同的道德觀，並且對於正確或錯誤行為給予道德準則建議。[1]:106
- 描述倫理學：研討社會族群所持有的倫理觀，這包括風氣、習俗、禮儀、法規、對於善與惡的見解、對於各種實際行為的響應等等。
- 應用倫理學：將倫理理論應用於特定案例，當遇到道德問題時，人們應該如何處理這些問題

### 後設倫理學
後設倫理學有時也被稱作元倫理學，是一個哲學上的倫理分支，其探討人們在談論是非對錯的時候，到底知道什麼、了解什麼，其中的含意又是甚麼。後設倫理學所探討的不是某種特定實際問題或日常生活遇到的問題，例如，我應該吃這塊巧克力蛋糕嗎？元倫理學探討的問題抽象地涉及到倫理理論或批判的本質，例如，道德與不道德的含意為何？怎樣區分道德與不道德:627-648？有些哲學家認為後設倫理學是一種「第二階層」的問題；其他諸如規範倫理學探討的則是第一階層的問題，這些問題直接地涉及到道德準則的設定與執行。後設倫理學檢視所有其它倫理學的第一階層活動，並探討其倫理理論與批判的本質:179-182，因此被稱為第二階層。
後設倫理學可以細分為認知主義與非認知主義。認知主義聲明，通過某種客觀方法，人們可以知道與明白道德真理。例如，今天是晴天，因為我可以通過視覺看到太陽。安德魯·卡內基在美國捐資興辦了幾千所圖書館，因此，我可以通過推理總結他是一位大慈善家。非認知主義正好與認知主義相反。非認知主義倚賴的並非視覺、推理客觀方法，而是感覺、情緒等等主觀方法。因此，當人們判斷某件事為對或錯，這並不代表這件事真的就是這樣，人們可能只是在表達對於這件事的主觀感覺或情緒。:179-182
倫理學的本體論是關於帶有價值的事情或性質，即倫理命題所指的事情或性質。非描述主義者與非認知主義者認為，倫理學不需要特定本體，因為倫理命題並沒有指定。這稱為「反實在立場」。道德實在主義者必須作出解釋，哪種實體、性質、狀態，對於倫理學值得論述，它們怎樣得到價值，為甚麼它們引導與啟發人們的行動。

### 規範倫理學
規範倫理學是對道德行為研究的倫理學分支，研究從道德來說在行為產生之前、考慮該如何行動時出現的一系列問題。規範倫理學並評判各種不同的道德觀，並且對於正確或錯誤行為給出道德準則建議。它研究人們應該遵守甚麼樣式的道德行為準則。這就好似交通法規，按照常理，只要遵守交通法規，就可以合法合理的在大街小巷自由行駛。但是，實際而言，並不是這麼簡單，因為規範倫理學又分為三種理論，每一種有其獨特的道德觀點，對於很多論點存在互不相容之處。這問題使得普通人很困惑，時常不知道應該遵守哪一種倫理理論。這三種理論分別為，目的論、義務論、德性倫理學。
每一個行為都涉及到三個部分：後果、行為本身（包括動機）、主體（行為的推動者）。目的論注重於後果，行為的對與錯是決定於後果的好與壞；義務論注重於行為本身／動機，行為本身的特點決定了行為的對與錯；德性倫理學注重於主體／推動者，道德主體的性格為倫理行為的推動力:11-12。
規範倫理學與元倫理學不同在於：規範倫理學討論的是檢驗行為正確與錯誤的標準，而元倫理學則研究倫理學語言的意義和道德事實的形上學。規范倫理學也與描述倫理學不同，描述倫理學是對人們道德信念的實證研究。舉例來說，描述倫理學關注的是「哪些人認為殺戮是錯誤的」，而規范倫理學關注的則是「持有這種信念是否正確」。因此，規范倫理有時也被稱為慣例性的。不過在某些道德現實主義的元倫理觀點中，道德事實既是描述性的，也是慣例性的。
20世紀以後，道德理論與規範倫理學變得更加複雜，並不再只是關注正確與錯誤，而是對許多不同的道德地位感興趣。到了20世紀中葉，隨著元倫理學突出的發展，對規範倫理學的研究逐漸減少。這種對元倫理更加關注的原因是由於分析哲學中強烈的以語言為焦點以及邏輯實證主義的普及所致。

### 描述倫理學
描述倫理學試圖蒐集關於人們怎樣生活的信息，從觀察到的樣式來作總結。在整個倫理學領域裏，描述倫理學比較不像是哲學的分支。很多明顯地屬於哲學方面的抽象與理論問題，都不是描述倫理學主要關注的論題。例如，"人們有否可能得到倫理知識？"描述倫理學給出一種研究倫理學的非價值方法，因此可以將它視為一種社會科學，而不是人文學。它對於倫理的檢視不是從預想的理論出發，而是調查實際道德主體（moral agent）所做出、並且被觀察到的真實抉擇，促成了這決擇的所有道德因素。
描述倫理學時常會對於幾種不同倫理系統做比較；區分這些不同倫理系統的參數可以是歷史時期、文化背景、經濟狀況、政治組織、地理位置等等；因此，描述倫理學時常又被指稱為比較倫理學。有些哲學家認為，描述倫理學其實更應該歸屬於人類學的分支。描述倫理學又會將心理學、社會學、歷史學等等領域對於道德行為的學術研究結果融合併入，使得整體理論更為寬廣穩健:26。

### 應用倫理學
應用倫理學是將倫理理論應用於實際生活狀況的學術。這門學術有很多專門領域，例如工程倫理學、生物倫理學、企業倫理學、政治倫理學等等。
對於制定公共政策、解決個人困難，這些事務經常會使用到應用倫理學的理論。應用倫理學專注於解答的問題包括：「墮胎是否不道德？」、「安樂死是否不道德？」、「平權措施是對還是錯？」、「甚麼是人權，我們怎樣肯定人權？」、「動物是否也享有權利？」、「個人是否有自我決定的權力？」或是一些更特定的問題：「假設某人比我更能夠對於人類做出貢獻，並且必需犧牲我的生命才能夠拯救他的生命，實現這動作是否合乎道德的檢視？」假若沒有上述這些尖銳的問題，則找不到明確支點來平衡法律、政治、仲裁。所以，在平衡權力之前，必需先挖掘出任何存在的關鍵問題。
應用倫理學所研究的問題並不是都關注於公共政策。例如：「欺騙是否永遠都是不對的？」以及「假若答案是否定的，甚麼時候可以允許欺騙？」這類問題從禮儀角度來處理與從專業角度來處理，所得到的兩種答案大不相同。
通常，對於兩種相反的選項，人們會直覺地感覺比較容易做決定。但是，在倫理學裏的論題大多數是多方面的，最好的措施必需同時處理這些不同的論題。在倫理學的結論裏，答案幾乎永遠不是一個「是或非」、「對或錯」的語句。很多選項都會被點選來改善整體狀況，而不是施惠於任意特別團體。

## 應用倫理學各論

### 生命倫理學
生命倫理學研究由於生物學與醫學的進展而產生的很多極具爭議性的倫理論題。這些論題涉及到生命科學、生物技術、醫學、政治學、法律學、哲學等等。包括在它的研究範疇內，還有一些在基層醫療與其它醫學部門比較常發生的關於價值方面的問題，即基層醫療倫理學。
生命倫理學需要針對所有影響基礎生物與未來人類的新興生物技術來作論述。這些科技發展包括克隆、基因治療、基因工程學、天文倫理學、太空生命，以及通過改變DNA、RNA與蛋白質來操控基礎生物。相應地，生命倫理學也必須針對生命的核心來作論述，例如，生物倫理學重視有機基因與蛋白質生命，嘗試傳衍它們。擁抱了這種生命中心原則，倫理或許可以促使生命獲得宇宙性的未來。

### 地球倫理學
根據國際地球倫理學協會（International Ethics Association）的定義，地球倫理學是一種地球科學與應用倫理學之間的跨領域研究。對於人類至今唯一能夠生存的居所──地球，人類所持有的思想、表現的行動是地球倫理學的研究領域。
地球倫理學涉及到科學的創新、技術的發展、實行的方法、社會組織、文化道德等等不同層面。地球倫理學必須針對以下論題給出解答：
- 怎樣確保地球不會因為過度工業化、溫室效應、自然災害而遭受到不可修補的損毀？
- 怎樣保持地球平衡發展，優化再生資源的機制？
- 怎樣促使地質多樣性，維持珍貴地質遺跡？
- 怎樣審慎消費礦產資源，實行資源回收？
- 怎樣制定關於可預測性與自然危害的適當量度？

關於研究這「無生命世界」所考慮到的相稱協定、科學完整性、良好作業守則，都已包括在這學術範疇之內。研究行星地理學（planetary geology）與天文生物學也需要一種地球倫理學理念。
地球的未來主要是決定於人為與自然因素。自然災害時常遠超過人類所能控制的限度。有些曾經發生的異常嚴峻災害並沒有被記載在人類歷史裏面，對於這些事件，只有地球與天文科學的專門知識能夠正確分析與了解其行為，從而給出預測，並且試圖降低其損毀潛能。從嚴格的地球教育與地球倫理學理念，人們能夠改變最簡單的關於環境永續性的想法，明白這無生命世界也擁有其特有的動態演化，知道與了解災害與氣候變化的規律性與定律，從而改善任何預報與降低重大災害。

### 商業倫理學
商業倫理學是一種應用倫理學或專業倫理學，它檢查在商業環境裏會遇到的倫理原則與問題，它適用於任何商業行為的各個方面，與單獨個人、整體組織的行為有關。
商業倫理學具有規範與描述兩種層面。對於公司業務與職業專精，商業倫理學主要表現出規範層面；而學術界使用描述方法來嘗試了解商業行為。商業倫理論題的範疇與數量反應出利益最大化行為與非經濟顧慮兩者之間的相互作用。
大型公司與學術界對於商業倫理學的重視在1980年代與1990年代急遽加速，例如，今天，大多數大型公司採用像倫理守則與社會責任憲章一類的方式來推展它們對於非經濟價值的支持。但是，商人的職業道德時常會被社會大眾疑問，例如，亞當·史密斯說：「屬於同一行業的人們很少會聚集在一起，甚至為了消遣或娛樂，但是會話的結果是不利於公眾的陰謀，或某種提高價錢的手段。」:81政府使用法律與規則來督導商業行為朝向政府認為有益方向發展，而倫理學隱性地調控在政府管控之外的行為範圍與細節。:3大型公司的出現，由於它們與社區之間的關係與敏感性相當有限，這促使人們開始擁抱倫理學。:17

### 關係倫理學
關係倫理學是從關係的角度來研究倫理行動；在這裏，關係指的是人與人、人與社會、或人與環境等等之間的關係。當遭遇到某種狀況時，正確的行為不能樣板式地依照規則或成例，而是必須敏感地反應整個狀況的複雜性，並且了解關係所扮演的角色，更要明白與承擔自己的道德責任。:748-749
關係倫理學與關懷倫理學有關:62-63對於關係倫理學的研究最早開始於1990年，主要是探討在醫療保健裏的倫理行為，從關係的角度，而不是從自主性的角度。:748-749關係倫理學常被用於定性研究，特別是在民族誌學與自體民族誌學裏。關係倫理學研究者尊敬與重視他們與被研究的人們彼此之間的關連，尊敬與重視他們與生活工作社區彼此之間的關連。關係倫理學可以幫助研究者了解困難論題，例如，對於已過世的親人做相關研究，跟研究的參與者建立友情。在親密人際關係裏，關係倫理學是情境治療的重要概念。

### 軍事倫理學
軍事倫理學主要是關注那些關於武力使用與軍人風氣的問題。這是一種應用專業倫理學，專門用來幫助軍人光榮與正確地完成它們被委派的任務。正義戰爭理論通常被視為設定軍事倫理學的背景條件。可是，不同國家與傳統會表現出不同的關注點。
軍事倫理學涉及到多個重要論題，包括以下論題：
1. 若戰爭法存在，它的內涵應該為何？
2. 使用軍事武力的正當理由為何？
3. 在戰爭中，哪些可以做為攻擊的目標？
4. 在戰爭中，可以使用哪些武器？哪些損毀效應可以被容忍？
5. 對待戰俘的標準為何？
6. 應該怎樣處理任何違反戰爭法的動作？

### 政治倫理學
政治倫理學研究關於政治行為所做出道德判斷。它包含了兩個領域：第一個領域是職務的倫理，專注於公眾官僚的行為與他們所使用的方法；第二個領域是政策的倫理，論述關於政策的判斷與法律。

## 文化與歷史中的倫理學
倫理學在西方历史中最早可以追溯到史诗与神话中考究，在中國古代則有五倫的學說。在這些不同的文化與歷史時期都有不同的倫理學觀點或學派產生。

### 希腊罗马伦理学
- 早期阶段：毕达哥拉斯派——苏格拉底派
- 中期阶段：苏格拉底派——亚里士多德派
- 晚期阶段：亚里士多德派——基督教神学兴起

### 中国伦理学[37]
- 先秦创始时代：儒家、道家、农家、墨家、法家、阴阳家
- 汉唐继承时代：杨雄、董仲舒、王充、道教的葛洪、唐代致力恢复儒学影响力的韩愈
- 宋明理学时代：周敦颐创始、二程继承之、朱熹最终确立的理学；陆九渊继承自二程、由明朝的王阳明和其弟子湛若水发扬的心学；与前二者并称显学的永嘉学派以及苏轼的蜀学、王安石的荆公新学等

### 中世纪基督教伦理学
- 前期阶段：以奥古斯丁为代表，相应于教父哲学
- 中期阶段：以阿奎那代表，相应于经院哲学
- 后期阶段：以培根、司各特等人为代表，相应于异端哲学

### 文艺复兴时期伦理学
- 第一部分：人文主义的伦理思想，以瓦拉與蒙田等人为代表
- 第二部分：宗教改革的伦理思想，以加尔文为代表
- 第三部分：政治的伦理学，以马基雅维利等人为代表

### 近代伦理学
- 17-18世纪，英国经验主义伦理学，代表人物：休谟等[38]
- 17-18世纪，欧陆理性主义伦理学，代表人物：斯宾诺莎等
- 18世纪，法国启蒙派伦理学，代表人物：伏尔泰等
- 18-19世纪，德国学院派伦理学，代表人物：康德與黑格尔等
- 18-19世纪，英国功利主义伦理学，代表人物：边沁與西季威克等
- 19世纪，英国进化论伦理学，代表人物：史宾塞與赫胥黎等
- 19世纪后期，德国新康德主义伦理学，代表人物：李凯尔特等[來源請求]
- 19世纪后期，新黑格尔主义伦理学，代表人物：托馬斯·希爾·格林等

### 过渡时期伦理学
- 非理性主义伦理学，代表人物：齊克果、叔本华與尼采等

### 分析哲學
- 以分析方式，建立倫理學理論，並且開創新學科後設倫理學，知名人物包括G.E.摩爾、A.J.艾耶
- 復興德行倫理學，知名人物包括G.E.M.安斯康姆

## 延伸閱讀
- PhilPapers上的Meta-Ethics
- PhilPapers上的Normative Ethics
- PhilPapers上的Applied Ethics
- 伦理学，Indiana Philosophy Ontology Project
- LibriVox中的公有领域有声书《Ethics》
- 景珠丽：中国的伦理学和康德（页面存档备份，存于）。